# Чарлијеви анђели
Чарлијеви анђели (енгл. Charlie's Angels) америчка је телевизијска серија која се приказивала од 22. септембра 1976. до 24. јун 1981. године на мрежи Еј-Би-Си, која садржи пет сезона и сто десет епизода. Творци серије су Иван Гоф и Бен Робертс и чији је продуцент Арон Спелинг. Прати криминналистичке авантуре три жене које раде у приватној детективној агенцији у Лос Анђелесу које тумаче Кејт Џексон, Фара Фосет и Џеклин Смит у главним улогама и Џон Форсајт који позајмљује глас њиховом шефу, никада приказаном Чарлију Таунсенду, који шаље задатке „анђелима” путем спикерфона. Постоји неколико промена ликова: након одласка Фосетове и Џексонове дошле су Шерил Лед, Шели Хек и Танја Робертс.
Упркос помешаним критикама критичара и репутације за постојање „џигл ТВ” (посебно наглашавајући сексуалну привлачност женских ликова), Чарлијеви анђели постигле су огромну популарност међу поубликом и била је топ десет место на Нилсеновим рејтинзима током своје прве две сезоне. Током треће сезоне, међутим, серија се више налазила на листи. Четврта сезона увидела је даљи пад гледалаца; промене нису успеле да промене пад гледаности и 1981. године, након сто десет епизода и пет сезона, Чарлијеви анђели су отказани. Серија је постала култна и поп културна након синдикације, ДВД издања и наредних телевизијских серија. Серија је постала франшиза, са три дугометражна филма и рибут телевизијском серијом из 2011. године.

## Синопсис
Телевизијска серија о богатом мистериозном човеку који води детективску агенцију преко звучника и његовог особног асистента, Џона Бослија. Његови детективи су три лепе жене, које завршавају у различитим тешким ситуацијама. Глумци су се битно промиенили током трајања ове серије, док су глумице отишле у разне филмске, телевизијске и модне понуде.